# Pan Pacific Open 1988
Pan Pacific Open 1988 — жіночий тенісний турнір, що проходив на закритих кортах з килимовим покриттям Токійського палацу спорту в Токіо (Японія). Належав до турнірів 4-ї категорії в рамках Туру WTA 1988. Відбувсь утринадцяте і тривав з 25 квітня до 1 травня 1988 року. Перша сіяна Пем Шрайвер здобула титул в одиночному розряді й отримала за це 50 тис. доларів США.

## Фінальна частина

### Одиночний розряд
Пем Шрайвер —  Гелена Сукова 7–5, 6–1
- Для Шрайвер це був 2-й титул в одиночному розряді за рік і 20-й — за кар'єру.

### Парний розряд
Пем Шрайвер /  Гелена Сукова —  Джиджі Фернандес /  Робін Вайт 4–6, 6–2, 7–6(7–5)
- Для Шрайвер це був 7-й титул за сезон і 110-й — за кар'єру. Для Сукової це був 2-й титул за сезон і 30-й — за кар'єру.